# Agylla brunneipennis
Agylla brunneipennis là một loài bướm đêm thuộc phân họ Arctiinae, họ Erebidae.